# ماثيو هولم
ماثيو هولم (بالإنجليزية: Matthew Holm)‏ هو فنان قصص مصورة أمريكي، ولد في 24 فبراير 1974.